# جعفر ولی‌بیگف
جعفر ولی‌بیگف (ترکی آذربایجانی: Cəfər Mehdi oğlu Vəlibəyov; ۱۹۰۷ – ۱۹۸۱) دبیر اول حزب کمونیست جمهوری شوروی سوسیالیستی ارمنستان در شهرستان آماسیا و دریافت کننده عنوان افتخار روزنامه‌نگار شایسته ارمنستان شوروی در سال ۱۹۷۱ بود.

## زندگی‌نامه
جعفر ولی‌بیگف در سال ۱۹۰۷ در روستای «آگاراکاوان»  تولد یافت. در سن ۲۲ سالگی ریاست تئاتر دولتی درام آذربایجان در ایروان را به عهده داشت. در ۲۵ سالگی بود که به عنوان دبیر شعبه کمیته کومسومول در  «شهرستان واردنیس» منصوب شد. سپس در روزنامه موسوم به «در جبهه دامداری»، چاپ شهرستان آماسیا، ویراستار بود. بعداً به دبیری شعبه کمیته حزب کمونیست در شهرستان آماسیا رسید.
جعفر ولی‌بیگف که بین سالهای ۱۹۳۸ تا ۱۹۴۷ به عنوان ویراستار در روزنامه ارمنستان شوروی مشغول به کار شد، از سال ۱۹۵۷ الی ۱۹۴۹ دبیری اول شعبه کمیته حزب کمونیست در «شهرستان آرارات» را به عهده گرفت. در سال ۱۹۴۹، بار دیگر به عنوان ویراستار روزنامه «ارمنستان شوروی» تعیین شد و تا سال ۱۹۶۱ ریاست هیئت تحریریه آن را بر عهده داشت.
جعفر ولی‌بیگف در سال ۱۹۸۱ در باکو درگذشت.